# Chavonne
Chavonne é uma comuna francesa na região administrativa de Altos da França, no departamento de Aisne. Estende-se por uma área de 3,62 km². Em 2010 a comuna tinha 208 habitantes (densidade: 57,5 hab./km²).